# Platycheirus pacilus
Platycheirus pacilus är en tvåvingeart som först beskrevs av Walker 1849.  Platycheirus pacilus ingår i släktet fotblomflugor, och familjen blomflugor. Inga underarter finns listade i Catalogue of Life.